# USS McCaffery (DD-860)
USS McCaffery (DD/DDE-860) là một tàu khu trục lớp Gearing được Hải quân Hoa Kỳ chế tạo vào giai đoạn cuối Chiến tranh Thế giới thứ hai. Nó là chiếc tàu chiến duy nhất của Hải quân Mỹ được đặt theo tên Trung tá Thủy quân Lục chiến Joseph P. McCaffery (1906-1943), người đã tử trận trong Chiến dịch Bougainville ngày 1 tháng 11 năm 1943 và được truy tặng Huân chương Chữ thập Hải quân. Hoàn tất khi chiến tranh đã sắp kết thúc, con tàu tiếp tục phục vụ trong giai đoạn Chiến tranh Lạnh, Chiến tranh Triều Tiên và Chiến tranh Việt Nam cho đến năm 1973. Nó bị bán để tháo dỡ một năm sau đó. McCaffery được tặng thưởng hai Ngôi sao Chiến trận do thành tích phục vụ trong Chiến tranh Triều Tiên.

## Thiết kế và chế tạo
McCaffery được đặt lườn tại xưởng tàu của hãng Bethlehem Steel Corporation ở San Pedro, California vào ngày 1 tháng 10 năm 1944. Nó được hạ thủy vào ngày 12 tháng 4 năm 1945; được đỡ đầu bởi cô Patricia McCaffery, cháu gái Trung tá McCaffery, và nhập biên chế vào ngày 26 tháng 7 năm 1945 dưới quyền chỉ huy của Hạm trưởng, Trung tá Hải quân Benjamin B. Cheatham.

## Lịch sử hoạt động
Sau khi hoàn tất việc trang bị và chạy thử máy tại vùng bờ Tây, McCaffery lên đường vào ngày 8 tháng 10 năm 1945 để đi sang khu vực quần đảo Hawaii tiếp tục hoạt động huấn luyện. Nó khởi hành vào ngày 24 tháng 1 năm 1946 để đi sang khu vực Tây Thái Bình Dương, ghé qua Guam để nhận vận chuyển 6 triệu Đô la Mỹ cho Lực lượng Hải quân tại Trung Quốc. Nó đi đến vùng cửa sông Dương Tử vào ngày 9 tháng 2, chuyển giao món hàng đắt giá rồi lên đường đi Thanh Đảo ngay ngày hôm sau. Chiếc tàu khu trục làm nhiệm vụ tuần tra và huấn luyện tại các vùng biển Trung Quốc và Nhật Bản cho đến khi lên đường quay trở về nhà vào cuối tháng 1 năm 1947, về đến San Francisco vào ngày 20 tháng 2. Nó tiếp tục hoạt động tại vùng bờ Tây cho đến tháng 12 năm 1947, khi lại lên đường cho một lượt phục vụ khác tại Viễn Đông.
Vào ngày 1 tháng 2, 1948, McCaffery lại hoạt động ngoài khơi Thanh Đảo, và ngay trong ngày hôm đó đã cứu vớt 18 người sống sót từ chiếc tàu buôn Trung Quốc Ming Sing bị đắm. Trong năm tháng tiếp theo, nó hoạt động huấn luyện, tìm kiếm và giải cứu tại vùng biển giữa Okinawa và Trung Hoa lục địa. Đến ngày 2 tháng 1, 1949, con tàu đi vào Xưởng hải quân Mare Island để cải biến thành một tàu khu trục hộ tống (DDE). Hoàn tất việc cải tạo, nó lên đường vào ngày 25 tháng 8 để phục vụ cùng Hạm đội Đại Tây Dương, đi đến Newport, Rhode Island vào ngày 11 tháng 9. Đang khi tham gia các hoạt động chống tàu ngầm, nó chính thức được xếp lại lớp và mang ký hiệu lườn mới DDE 860 vào ngày 1 tháng 4, 1950. Sang tháng 7, nó cùng Đội hộ tống 61 lên đường đi sang Địa Trung Hải. Vào lúc nó đi đến vịnh Phalerum, Hy Lạp, mệnh lệnh thay đổi và nó cùng với tàu tuần dương hạng nhẹ Worcester (CL-144) tiếp tục hành trình đi sang Viễn Đông, nơi vừa nổ ra cuộc Chiến tranh Triều Tiên.
McCaffery đi đến Okinawa vào ngày 19 tháng 8, 1950, rồi tiếp tục hướng sang Đài Loan, nơi nó hoạt động tuần tra eo biển Đài Loan cho đến tháng 10. Đến ngày 7 tháng 11, nó gặp gỡ Lực lượng Đặc nhiệm 77, và phục vụ cùng lực lượng tàu sân bay nhanh này trong biển Nhật Bản ngoài khơi bán đảo Triều Tiên. Trong ba tháng tiếp theo, nó phục vụ canh phòng máy bay và hộ tống cho các tàu sân bay trong khi máy bay của chúng không kích các mục tiêu điểm tập trung lực lượng,  cơ sở hạ tầng vận tải và tiếp tế của đối phương. Chiếc tàu khu trục hộ tống quay trở về Newport vào ngày 14 tháng 3, 1951, và trong bảy năm tiếp theo đã luân phiên phục vụ cùng Đệ nhị Hạm đội dọc theo bờ Đông Hoa Kỳ với Đệ Lục hạm đội tại khu vực Địa Trung Hải. Chủ yếu tham gia các cuộc tập trận tìm-diệt chống tàu ngầm, con tàu đã hoàn tất năm chuyến đi sang Địa Trung Hải, một chuyến đi sang Bắc Âu để tập trận cùng Khối NATO cùng một chuyến đi sang Nam Mỹ để thực hành huấn luyện trong ba tháng cùng các đơn vị hải quân Venezuela, Brazil, Uruguay và Argentine.
Vào tháng 11, 1958, McCaffery gia nhập Đội đặc nhiệm Bravo, một đơn vị huấn luyện và thử nghiệm những chiến thuật và thiết bị chống tàu ngầm; đơn vị này bao gồm một tàu sân bay, một hải đội khu trục cùng nhiều liên đội máy bay và máy bay trực thăng khác nhau. Trong hơn hai năm tiếp theo, nó cùng đội Bravo hoạt động dọc suốt bờ Đông, trải dài từ Newfoundland cho đến vùng biển Caribe, xen kẻ với hai chuyến đi thực tập muà Hè của học viên sĩ quan đến Bermuda vào năm 1959 và đến Địa Trung Hải vào năm 1960. Nó cũng phục vụ như một trường huấn luyện kỹ thuật hạm đội vào mùa Thu năm 1960.
Sang năm 1961, sau những nỗ lực không thành công nhằm giải cứu nhân sự khỏi trạm radar Texas Tower 4 ngoài khơi Long Island, New York, và những hoạt động vào mùa Xuân tại vùng biển Caribe, McCaffery trải qua một đợt sửa chữa và nâng cấp trong khuôn khổ Chương trình Hồi sinh và Hiện đại hóa Hạm đội (FRAM Fleet Rehabilitation and Modernization) tại Xưởng hải quân New York, bao gồm việc bổ sung một máy bay trực thăng không người lái chống tàu ngầm Gyrodyne QH-50 DASH và tên lửa chống ngầm RUR-5 ASROC. Nó được xếp lại lớp như một tàu khu trục thông thường và lấy lại ký hiệu lườn cũ DD 860 vào ngày 30 tháng 6, 1961.
Hoàn thành việc nâng cấp, McCaffery chuyển đến cảng nhà mới tại Mayport, Florida, rồi tham gia một đợt huấn luyện ôn tập tại khu vực vịnh Guantánamo, Cuba. Nó lên đường vào ngày 18 tháng 4, 1962 cho một lượt phục vụ cùng Đệ Lục hạm đội tại Địa Trung Hải kéo dài sáu tháng. Nó quay trở về cảng nhà Mayport vào ngày 2 tháng 10, để rồi chỉ ba tuần sau đó lại phải lên đường, tham gia Hạm đội Đại Tây Dương để thực thi phong tỏa hàng hải Cuba do vụ Khủng hoảng tên lửa Cuba.
Trong ba năm tiếp theo, ngoài các hoạt động huấn luyện thường lệ dọc vùng bờ Đông và vùng biển Caribe, nó còn phục vụ như tàu chuyển tiếp thông tin cho Chương trình Mercury vào tháng 5, 1963, và phục vụ cho Trường Sonar Hạm đội tại Key West. Con tàu còn được phái đi hoạt động ba lượt tại nước ngoài: đến Địa Trung Hải để huấn luyện phòng không và chống tàu ngầm cùng lực lượng Hy Lạp, Thổ Nhĩ Kỳ và Anh vào năm 1963; đến Bắc Âu cho một chuyến đi thực tập mùa Hè dành cho học viên sĩ quan vào năm 1964; và đến khu vực Hồng Hải và vịnh Ba Tư để tập trận trong Khối Hiệp ước Baghdad (CENTO) cùng các tàu chiến Anh và Iran vào năm 1965.
McCaffery dành toàn thời gian của năm 1966 hoạt động tại khu vực Tây Đại Tây Dương, và đã tham gia vào hoạt động thu hồi tàu không gian trong khuôn khổ Chương trình Gemini: tàu Gemini IX từ ngày 3 đến ngày 6 tháng 6; và tàu Gemini XII từ ngày 11 đến ngày 15 tháng 11. Con tàu cũng phục vụ cho Trường Sonar Hạm đội tại khu vực ngoài khơi Key West. Nó khởi hành từ Mayport vào ngày 7 tháng 2, 1967 để làm nhiệm vụ tại khu vực Tây Thái Bình Dương, và đã hoạt động trong cuộc Chiến tranh Việt Nam từ ngày 24 tháng 3 đến ngày 1 tháng 8. Chiếc tàu khu trục đã bắn hải pháo hỗ trợ dọc theo bờ biển Nam Việt Nam, phục vụ canh phòng máy bay cho tàu sân bay Enterprise (CVN-65), tham gia các Chiến dịch Market Time và Sea Dragon ngăn chặn việc vận chuyển vũ khí và tiếp liệu từ Bắc vào Nam Việt Nam, và tuần tra chống tàu ngầm trong vịnh Bắc Bộ.
Sau khi quay trở về Mayport vào ngày 11 tháng 9, McCaffery tiếp nối các hoạt động thường lệ cùng Đệ Nhị hạm đội tại vùng bờ Đông. Nó được cho xuất chế đồng thời rút tên khỏi danh sách Đăng bạ Hải quân vào ngày 30 tháng 9, 1973. Cuối cùng con tàu bị bán để tháo dỡ vào ngày 11 tháng 6, 1974.

## Phần thưởng
McCaffery được tặng thưởng hai Ngôi sao Chiến trận do thành tích phục vụ trong Chiến tranh Triều Tiên.